# Juan Carlos Orellana
Juan Carlos Orellana Jara (Santiago del Cile, 21 giugno 1955 – Santiago del Cile, 10 novembre 2022) è stato un calciatore cileno, di ruolo attaccante.

## Biografia
Orellana è morto nell'autunno del 2022 per le complicazioni della SLA.

## Carriera
Con la Nazionale cilena partecipò alla Copa América 1983.

## Palmarès

### Club
- Campionato cileno: 1

1979
- Copa Chile: 1

Colo Colo: 1974